# Horomayr

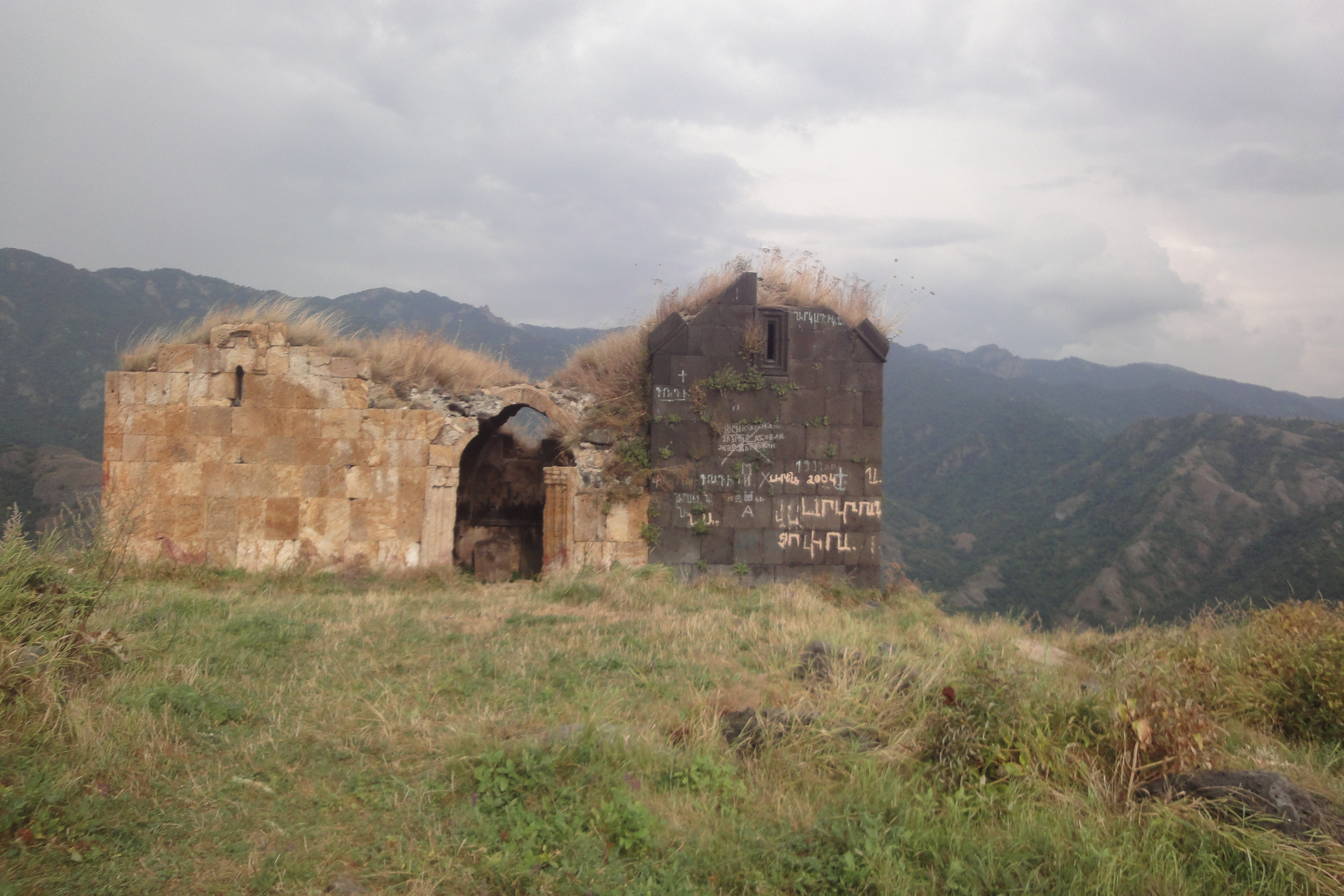
Kloster Horomayr – das obere Klosterareal

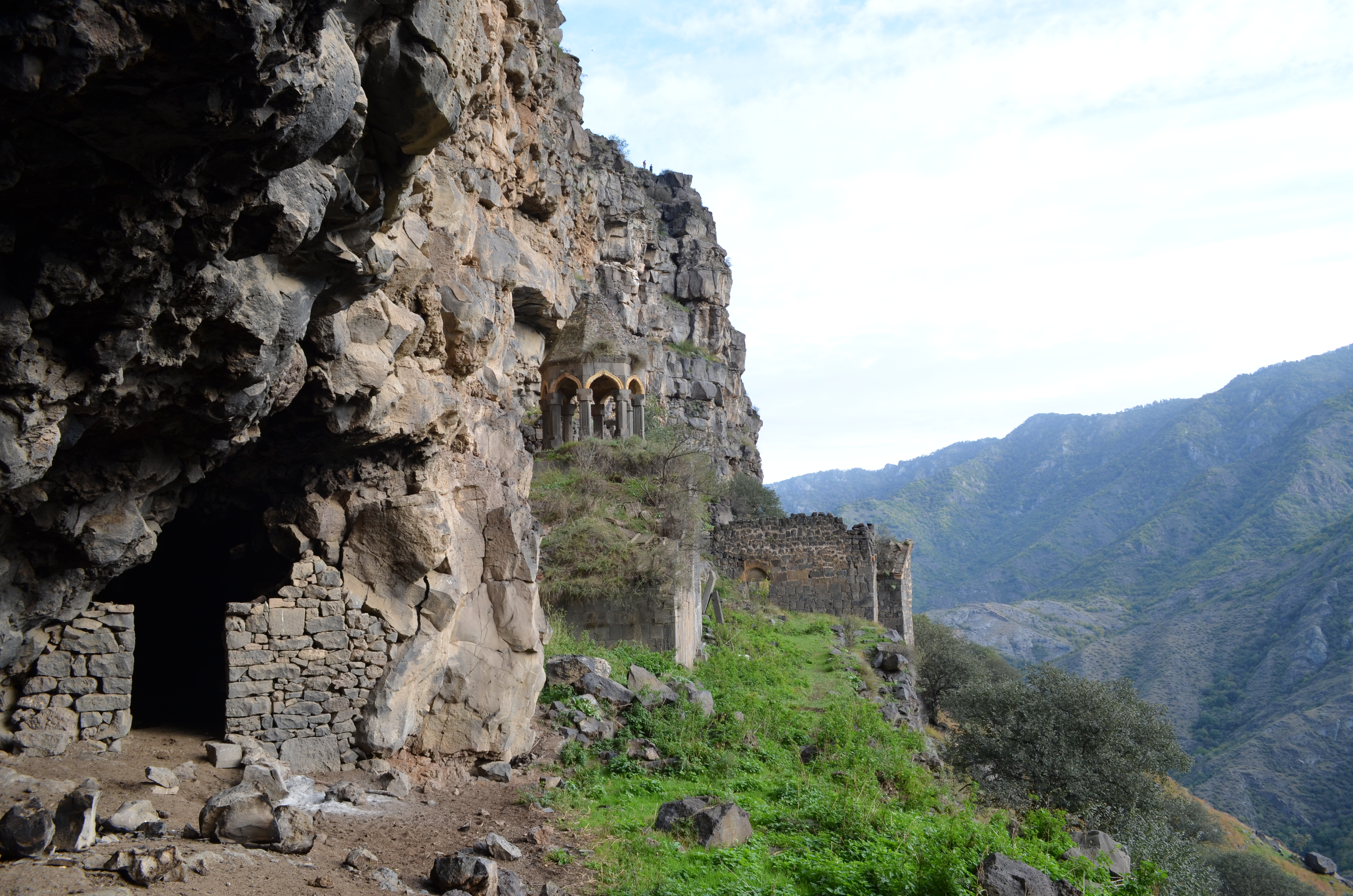
Kloster Horomayr – das untere Klosterareal

Das Kloster Horomayr (armenisch Հոռոմայր Horomajr) ist ein ehemaliges Kloster der Armenischen Apostolischen Kirche in  der nordarmenischen Provinz Lori. Gegründet wurde es im 7. Jahrhundert. Heute ist es verlassen. Die Gebäude sind weitgehend zerstört und das Areal ist überwachsen.

## Lage und Baubeschreibung
Der Klosterkomplex liegt etwa einen Kilometer südwestlich des Dorfes Odsun in der Provinz Lori. Er besteht aus zwei Teilen, dem oberen und unteren Kloster, die auf dem steil aufragenden linken Flussufer (auf einer Höhe von 810 Metern) des Flusses Debed sowie auf einem darüberliegenden  Plateau (auf einer Höhe von 1.132 Metern über dem Meeresspiegel) errichtet wurden. Rund um das Kloster gibt es Höhlen, in den vom 1. bis zum 8. Jahrhundert Mönche lebten. Dies ist wohl der Grund, warum das Kloster errichtet wurde.
Der obere Klosterkomplex besteht aus zwei Kirchen, einem dazwischengebauten Gawit, der auch für Bestattungen genutzt wurde, einem zwischen den Kirchen stehenden Glockenturm sowie einem umliegenden Friedhof. Die südliche Kirche ließ der Abt Samuel im Jahre 1206 vom Architekten Grigor Kargortsi 1206 aus blauem Basaltstein erbauen. Es ist eine einschiffige Hallenkirche, die nach oben mit einem Gewölbe sowie einem darüberliegenden Satteldach abgeschlossen ist. Der einzige Zugang befindet sich im Norden. Dort ist der Kirche ein Narthex vorgebaut. licht gelangt durch große Fenster in der Ost-, West- und Südwand in das Gebäude. Die Außenwand ist reich verziert. So ist das östliche Fenster beispielsweise mit einem Flachrelief sich gegenübersitzender Tauben versehen.
Der Narthex dient beiden Gebäuden als Vestibül. Er wurde aus gelbem Felsit gebaut, hat einen nahezu quadratischen Grundriss und ist 4,35 lang sowie 4,1 Meter breit.  Sein Gewölbe wird von einem Paar sich kreuzender Bögen getragen, die auf vier Eckpfeilern ruhen. Der Haupteingang befindet sich auf der Westseite. Der fensterlose Narthex ist im Norden und Süden mit den Kirchen verbunden. Die Ostwand ist innen mit drei Kreuzreliefs verziert, die als typisch für das 13. Jahrhundert gelten. Im inneren wurden zahlreiche Personen bestattet. An sie erinnern einige Grabsteine sowie mehrere Chatschkare (kunstvoll behauene Gedächtnissteine mit einem Reliefkreuz in der Mitte, das von geometrischen und pflanzlichen Motiven umgeben ist).
Die nördliche Kirche grenzt unmittelbar an den Narthex. Sie wurde in einem ähnlichen Stil wie die südliche Kirche errichtet, hat aber andere Dimensionen und wurde wie der Narthex aus gelblichen Felsit erbaut. Ihr einziger Eingang befindet sich im Süden. In der Ost- sowie der Westwand gibt es jeweils eine Fensteröffnung. Narthex und nördliche Kirche wurden vermutlich im 13. Jahrhundert errichtet. Die südliche Kirche ist älter. Nördlich und westlich des Klosters erstreckt sich ein Friedhof, auf dem sich keine Chatschkare befinden.

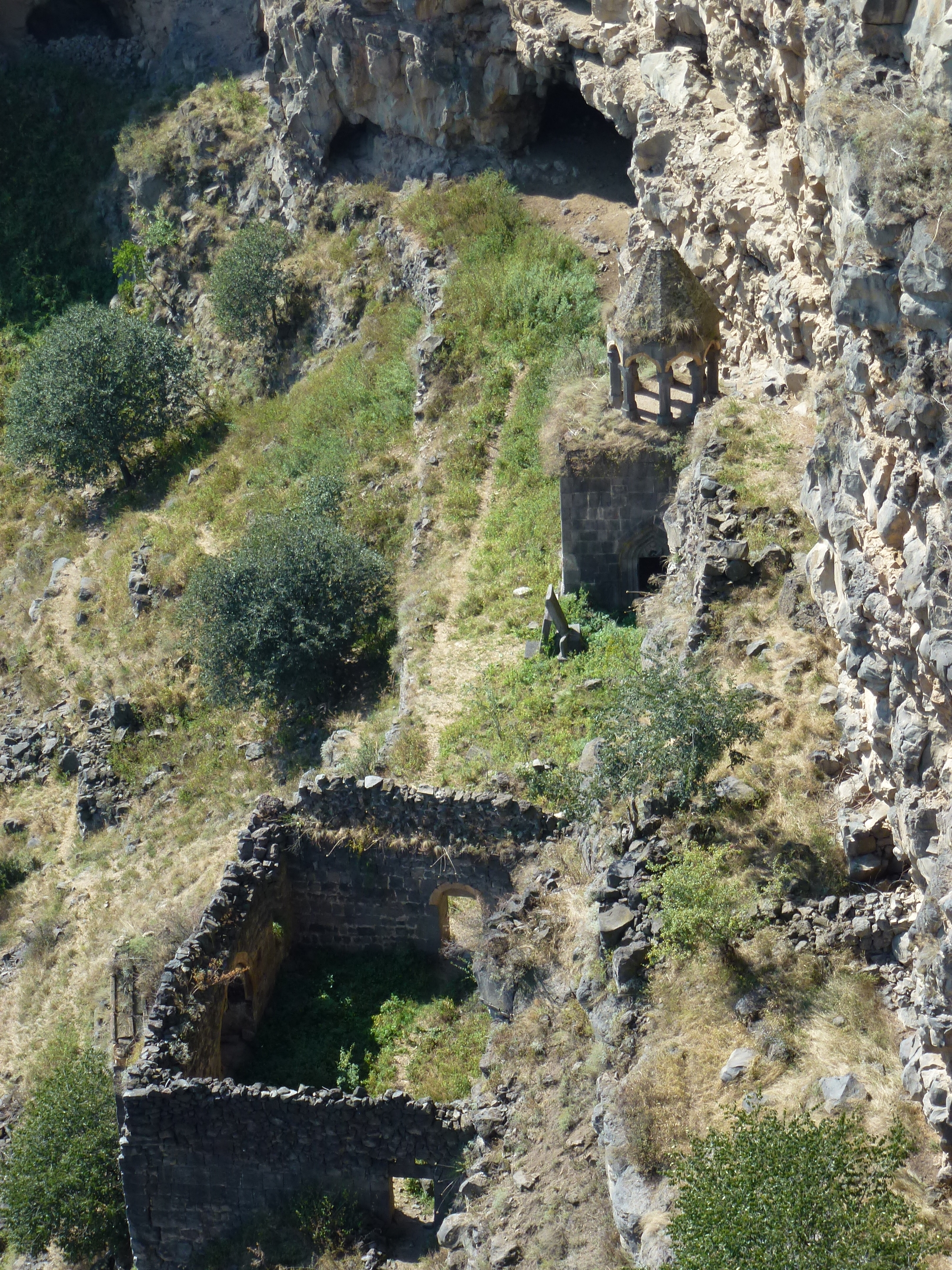
Die Ruinen des tiefer liegenden Klosterareals

Die Hauptkirche des tiefer gelegenen Klosterareals, Surb Nshan (armenisch heiliges Zeichen), ließen die Fürsten Zakare und Ivane Zakarian im Jahre 1187 auf einer Anhöhe über dem linken Flussufer aus Basaltstein errichten. Der einzige Zugang befindet sich an der Nordseite. Über dem Eingang befindet sich ein Relief Marias mit dem Jesuskind.
Der Glockenturm wurde 1290 erbaut. Neben der Hauptkirche gibt es auf dem Gelände eine weitere Kirche sowie eine kleine Kapelle aus dem Jahr 1201. Nördlich des Klosterkomplexes befindet sich ein 1301 erbauter quadratischer Glockenturm mit einer großen Absis sowie die Ruine der Kapelle Surb Arakyal aus dem Jahre 1216. Rund um das Klosterareal gibt es einen Friedhof. Auf dem Gelände stehen einige Chatschkare (kunstvoll behauene Gedächtnissteine mit einem Reliefkreuz in der Mitte, das von geometrischen und pflanzlichen Motiven umgeben ist).